# Ágyas

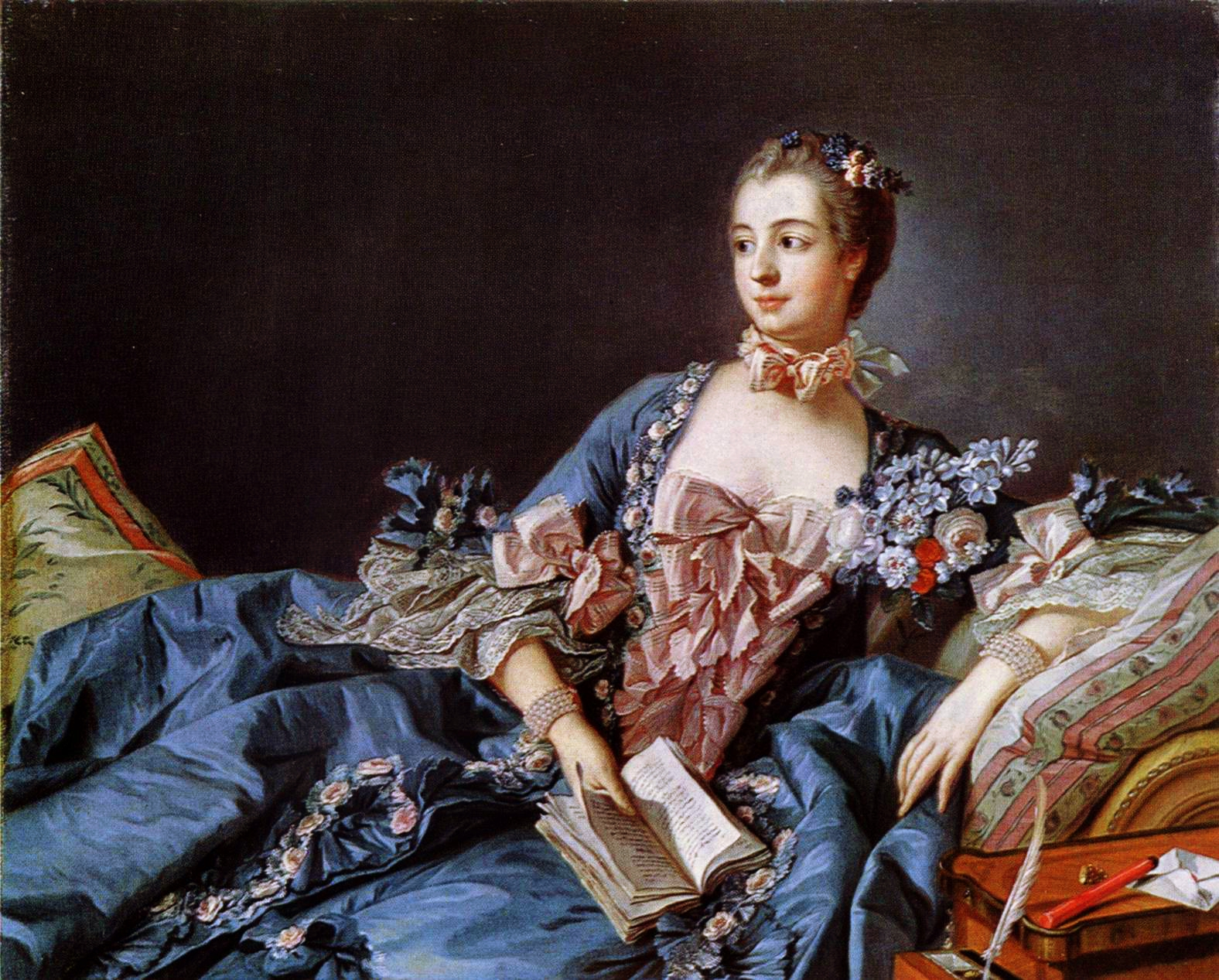
Madame de Pompadour, XV. Lajos francia király ágyasa

Az ágyas főnévként a régies magyar irodalmi nyelvben rosszallóan a törvényes házasságon kívül, szerelmi viszonyban együtt élő nő, szerető, kitartott nőkre vonatkozó kifejezés.

## Jelentésmagyarázat
Történelmileg a kitartott nőkre vonatkozott, akiket gazdag férfiak azért tartottak, hogy álljanak rendelkezésre a különböző, leggyakrabban szexuális szolgáltatások nyújtására. Egy ilyen nő státusza a feleség és a kurtizán pozíciója között mozoghatott a helyzetétől és a környezetétől függően.
Az ágyas nem prostituált: ha valamilyen értelemben szexet cserél a pénzért, akkor a legfontosabb különbség az, hogy az ágyas kevesebb férfival létesít szexuális kapcsolatot, és nem annyira közvetlen a csere a pénz és a nemi cselekedet között. 
Általában van társadalmi kapcsolat a férfi és az ágyasa között, míg a prostitúció esetén a kapcsolat kizárólagosan szexuális. Az is fontos, hogy a "tartott" státusz határozatlan időre szóló kapcsolatot jelentett, szemben a prostitúcióval, ahol előre megállapított árról és feltételekről beszélhetünk.
Az ágyasok hivatalos lakóhelye számos keleti kultúrában a hárem volt. Kína, Korea, Perzsia, Mezopotámia, Egyiptom és Bizánc uralkodói is tartottak fenn háremet nőrokonaik, rabnőik, ágyasaik számára, s lakrészeiket ugyanúgy eunuchok őrizték, mint Isztambulban. Sőt: a hárem intézménye még Firenze uraitól sem volt idegen.
Az Ószövetség arról tanúskodik, hogy időszámításunk előtt a szemita népeknél is elfogadott volt az ágyasok tartása.

## Társadalmi szerepük
Számos keleti kultúrában az ágyas egy társadalmi státuszt, és ezzel jogot is jelentett a nőnek, rendszerint nem az ő döntése volt sem a kapcsolat elkezdése, sem befejezése.
A szultáni hárem gyakorlatilag uralkodói rezidencia és oktatási központ volt. El lehet mondani, hogy számos háremhölgy olyan magas fokú oktatásban részesült, amilyenről a korabeli keresztény nők többsége álmodni sem merhetett. Tanultak többek között iszlám vallást, a török kultúrát, az udvari etikettet, társalogni, kézimunkázni, írni-olvasni, táncolni, hangszeren játszani.
A kiválasztott lányok, miután a kötelező próbákon és oktatáson átestek, még tovább tanultak.
Képzése végeztével az újoncból ágyas lett, majd még többet tanulva lehetett belőle kalfa (szolgáló), illetve uszta (mester). A hat-nyolc évig is tartó oktatás magas színvonalát jelzik a szeráj csodás oszmán kalligráfiái. Igen magas szintű irodalmi jártasságról tanúskodnak azok a török nyelvű levelek, amelyeket a rabnők közül szultánfeleség rangjára emelkedett Hürrem írt a Magyarországot Mohács után meghódoltató I. Szulejmán oszmán szultánhoz.
Az Oszmán Birodalomban uralkodóház tagjainak többsége ágyasoktól származott. Itt kevésbé volt fontos a női szülő származása. Ez számos fiúutóddal járt együtt, ami a trónra pályázó fiúk véres háborúihoz és a vesztes fél családjának és híveinek a kiirtásához vezetett az uralkodó halála utáni trónharcokban, ami teljesen bevett esemény volt például az Oszmán Birodalomban is. Viszont a dinasztia kihalása így tulajdonképpen lehetetlen lett volna, tehát fontos szerep jutott az ágyasoknak az oszmán történelemben, hiszen az uralkodócsalád egyet jelentett az állammal.

## Férfi megfelelő
Olaszországban a cavalier servente kifejezést használták az olyan férfi leírására, aki a házasságban élő hölggyel létesített szexuális kapcsolatot. Egy másik szó, amit férfiakra használtak, a gigolo (kiejtése: dzsígolo), bár ez rövid időtartamú és fizetési várakozásokat hordozó kapcsolatra, azaz prostitúcióra utal. Magyarul az ágyasnak nincs konkrét férfi megfelelője, noha a selyemfiú kifejezés jelentése viszonylag közel áll hozzá.

## Kapcsolódó szócikk
- Hárem